# Tangerine (Led Zeppelin)
Tangerine is een lied van de Engelse rockband Led Zeppelin. Het is het zevende nummer van hun derde studioalbum Led Zeppelin III uit 1970.

## Achtergrond
Het nummer is in 1968, met als titel Knowing That I'm Losing You, geschreven door gitarist Jimmy Page, die toen lid was van de Engelse rockband The Yardbirds. Page biograaf George Case, vond dat Knowing That I'm Losing You veel overeenkomsten met Tangerine vertoonde, en suggereerde dat de Amerikaanse zangeres Jackie DeShannon, waarmee Page in 1965 kort samenwerkte, waarschijnlijk de inspiratiebron voor het nummer was.

## Compositie en opname

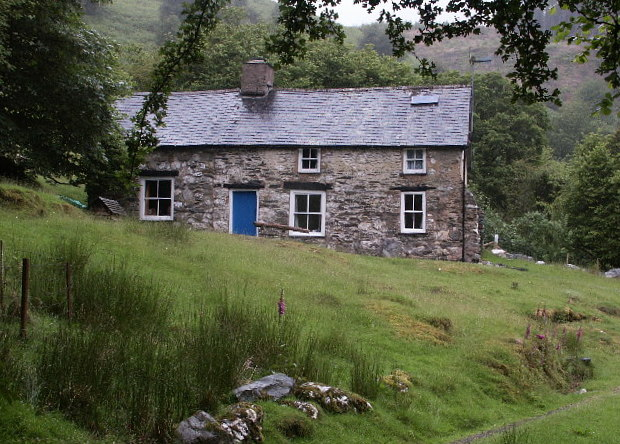
Bron-Y-Aur cottage bij Snowdonia (Wales)

Voor het schrijven van nieuw materiaal voor Led Zeppelin III, trok Page zich in 1970, samen met zanger Robert Plant terug in Bron-Yr-Aur, een 18e-eeuws cottage in Snowdonia in Wales. Met alleen akoestische gitaren en een mondharmonica, schreven ze een aantal melodieën die de basis zouden vormen voor, onder andere, het nieuwe album. Hoewel Tangerine ruim voor deze periode geschreven was, weerspiegelt het nummer het landelijke gevoel dat sommige van deze nieuw geschreven composities oproept.
De opname van Tangerine vond plaats in Headley Grange, een voormalig armenhuis in Headley (Hampshire, Engeland), waarbij gebruik gemaakt werd van de Rolling Stones Mobile Studio.

## Meningsverschil over de tekst
Hoewel er geen twijfel bestaat over wie de muziek schreef voor het nummer, bestaat er wel twijfel over wie de liedtekst schreef. Naast het feit dat Page wordt genoemd als songwriter van alle nummers van Led Zeppelin, eist hij bij Tangerine ook de verantwoordelijkheid op voor de tekst.
Page:

Ik heb het geschreven nadat ik een vervelende, emotionele ervaring had beleefd en ik heb alleen een aantal regels veranderd voor de nieuwe versie.

Volgens muziekjournalisten Keith Shadwick, George Case en Nigel Williamson, heeft Page het nummer samen met Yardbirds’ zanger Keith Relf geschreven. Drummer Jim McCarty en bassist Chris Dreja van The Yardbirds beweerden echter dat Relf de tekst voor Knowing That I'm Losing You heeft geschreven. Ook Relfs zus Jane, zegt dat in Tangerine originele stukken tekst van haar broer zijn verwerkt.

## Live-uitvoeringen
Tangerine was in 1971 en 1972 regelmatig onderdeel van de setlist tijdens optredens. In mei 1975 werd het gespeeld tijdens de concerten van de band in Earls Court in Londen.

## Covers
Tangerine is door diverse artiesten gecoverd. De bekendste zijn:
| Artiest                        | Album                                                    | Jaar |
| ------------------------------ | -------------------------------------------------------- | ---- |
| When Skip Jack Tripped         | The Song Retains the Name II                             | 1993 |
| Big Head Todd and The Monsters | Encomium - A Tribute to Led Zeppelin                     | 1995 |
| Great White                    | Great Zeppelin - A Tribute to Led Zeppelin               | 1999 |
| Vitamin String Quartet         | The String Quartet Tribute to Led Zeppelin - Volume 2    | 2002 |
| The Thermals                   | Bridging the Distance: a Portland, OR covers compilation | 2007 |